# United Front Games
United Front Games était une société canadienne de développement de jeu vidéo fondée en 2007 et basée à Vancouver en Colombie-Britannique.

## Historique
À sa création, l'entreprise est formée essentiellement par d'anciens membres issus des studios EA Black Box, Rockstar Vancouver, Radical Entertainment ainsi que Volition.
Ses développeurs sont à l'origine de ModNation Racers, sorti exclusivement sur PS3. Le studio a développé le titre Sleeping Dogs (anciennement True Crime: Hong Kong) successeur spirituel de la série True Crime, le titre est sorti le 17 août 2012.
United Front Games est aidé dans le développement du jeu de course LittleBigPlanet Karting par Media Molecule, le studio à l'origine de la franchise LittleBigPlanet.
L'entreprise ferme ses portes en octobre 2016.

## Jeux développés
| Titre                           | Date de sortie  | Plates-formes                    |
| ------------------------------- | --------------- | -------------------------------- |
| ModNation Racers                | 19 mai 2010     | PlayStation 3                    |
| Sleeping Dogs                   | 17 août 2012    | PlayStation 3, Xbox 360, Windows |
| LittleBigPlanet Karting         | 7 novembre 2012 | PlayStation 3                    |
| Tomb Raider: Definitive Edition | 31 janvier 2014 | PlayStation 4, Xbox One          |
| Triad Wars                      | 2015            | Windows                          |